# ボビー・バレンタイン
ボビー・バレンタイン（Bobby Valentine）ことロバート・ジョン・バレンタイン（Robert John Valentine、1950年5月13日 - ）は、アメリカ合衆国コネティカット州フェアフィールド郡スタンフォード出身の元プロ野球選手（内野手・外野手、右投右打）・監督、実業家。
ロサンゼルス・エンゼルスのコンサルタントを務める。

## 概要
MLBではテキサス・レンジャーズやシンシナティ・レッズ、ニューヨーク・メッツ、ボストン・レッドソックスの監督を、NPBでは千葉ロッテマリーンズの監督を務めた。千葉大学・千葉商科大学・城西国際大学客員教授。過去にはよしもとクリエイティブ・エージェンシー（マネジメント契約）に所属していた。

## 来歴・人物

### 現役・監督時代
大学入学直後の1968年5月にMLBドラフト1巡目（全体5位）でロサンゼルス・ドジャースに入団。アメリカンフットボールで奨学金を得ていたが、当時スカウトを務めていたトミー・ラソーダ（1976年からドジャース監督）に見い出され、オフ中は大学に通学させてもらうことを条件に傘下のAAA級スポケーン・インディアンスに入団した（大学は卒業している）。
現役時代は内野手（ショート、セカンド、サード）と足の速さを生かして外野も守った。捕手として起用されたこともあり、現役時代を通算すると投手以外の全てのポジションに就いている。ケガに泣き、メジャーリーガーとしての実績は目立つものではなかったが指導者としての手腕を買われ、1985年途中から1992年途中までテキサス・レンジャーズ、1994年はメッツ傘下（当時）のAAA級ノーフォーク・タイズの監督に就任した。
監督としてはたびたび激昂し、1シーズン18回の退場記録を持つ。

### 1度目のロッテ監督時代
1995年、ロッテのゼネラルマネージャーに就任した広岡達朗に請われ、同球団の監督に就任（背番号80）。
選手の潜在能力を引き出し、当時パ・リーグ5連覇中の西武ライオンズを上回る2位に導く（チームとしても10年ぶりのAクラス）。同年阪神・淡路大震災からの復興の象徴であったオリックス・ブルーウェーブの本拠地胴上げを阻止する3連勝（9月15日 - 9月17日）など、今までのチームカラーを一掃した。また、震災へのチャリティーのために「ドリーム・ゲーム（日本人選手選抜対外国人選手選抜）」を提案し、外国人チームの監督を務めた（日本人チームの監督は王貞治が務めた）。
しかし広岡や尾花高夫・江藤省三ら一部のコーチとの確執が表面化し、1年で解任された。広岡はバレンタインについて「バレンタインは頭は悪くない。顔を合わせて話すときは問題ないんだが、記者の前だといい顔をしたいのか別の話をする。あれには困った。」と証言している他、「大リーグ方式を持ち込んでスタートでつまずき、SOSを出してきたので、「ここは日本であることを忘れてはいけない」とほんの少し野球を注入すると、この年2位に浮上した。私がGMになってからはロッテの選手はもちろん、監督であるバレンタインにも人前での喫煙を禁止すると素直に応じ、監督室以外では我慢していた。」とも述べている。尾花は「バレンタインとはよくぶつかった。情熱があるし、選手との接し方も上手な監督だが、うそをつくのが嫌だった。例えばコーチ会議で練習メニューを決めて「それいいね」と話していたのに、当日になったら「休ませる」と言う。こちらが進言したことを広岡GMに「あいつら（コーチ陣）こんなことも知らなかったから教えておきました」と報告した事もあった。」と述べている。実情が分かってきて広岡は2軍にいた江尻亮をヘッドコーチとして1軍へ呼び、5月から尾花に「投手交代は全部お前がやれ」と言われた。

### メジャー監督復帰
1996年にはメッツ傘下のAAA級ノーフォークの監督に復帰し、シーズン途中にメッツの監督に昇格する。柏田貴史、吉井理人、新庄剛志、小宮山悟ら日本人選手を積極的に受け入れた。2000年にはワイルドカードからディビジョンシリーズ、リーグチャンピオンシップシリーズを勝ち上がり、ワールドシリーズへの出場を果たした。
メッツ監督時代の1999年6月9日のトロント・ブルージェイズ戦では、延長12回に審判に退場を命じられて一旦退場したものの、その後サングラスと付けひげ・黒いTシャツで変装してベンチに戻ってきた（このシーンは日本のスポーツバラエティ番組でもよく取り上げられる）。試合はメッツが延長14回にサヨナラ勝ちを収め、バレンタインも選手の歓喜の輪に加わった。試合後、この件を新聞記者に問われたバレンタインは「自分に似ていない誰かがベンチにいたんだろう」ととぼけ、さらにナショナルリーグ会長からの電話による事情聴取にも「あの時はベンチとロッカールームの間の通路にいた」と退場後にベンチに戻ったことを頑強に否定した（この件で、バレンタインは、罰金5,000ドルと2試合出場停止の処分を受けた）。
2001年にはMLBオールスターゲームにおいてナショナルリーグ監督を務め、対するアメリカンリーグのシアトル・マリナーズより初選出されたイチローとオープニングセレモニーで握手を交わしている。
2002年シーズン終了後にメッツ監督を解任され、2003年は解説者として過ごす。

### 2度目のロッテ監督時代
2003年オフ、低迷にあえぐロッテからのオファーを受けて9年ぶりに監督に復帰。背番号は2。背番号2は古巣ドジャースで、バレンタインが恩師と仰ぐラソーダがつけていた。2004年は北海道日本ハムファイターズとの熾烈な3位争い（プレーオフ進出権争い）を演じ、0.5ゲーム差の4位だったがチームを9年ぶりの勝率.500へ導いた。
2005年は相手先発投手に合わせ毎日スタメンを変える変幻自在の打線で勝ち続けた。当時打順を頻繁に変えられて怒るようなビッグネームがチームに在籍していなかったのもこの采配に繋がった。

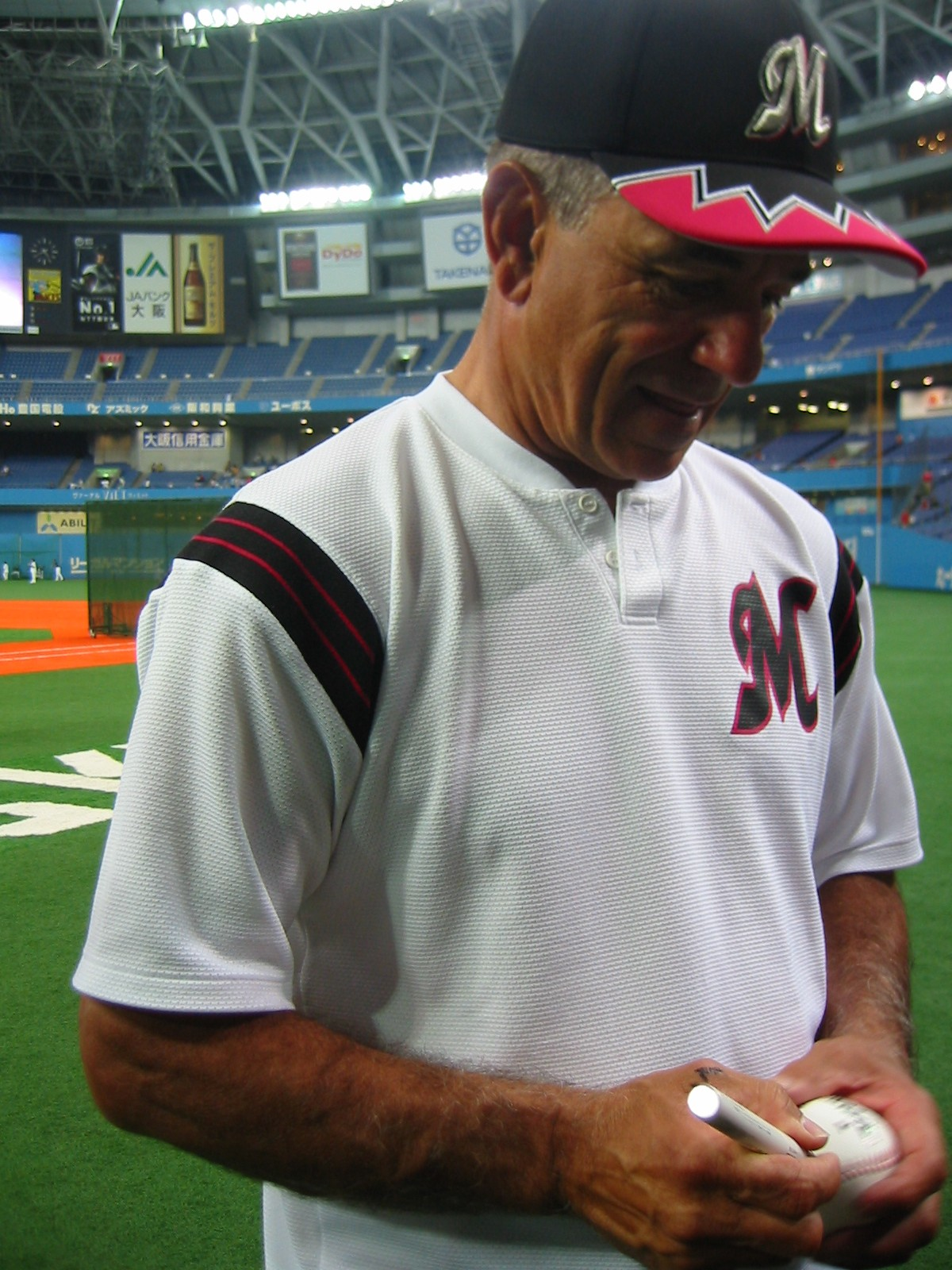
ロッテ時代のバレンタイン（2007年5月9日）

大胆な若手選手の先発起用、ほぼ全てのポジションに複数の選手を充て競争意識を高めつつ適度に休養を取らせる、里崎智也、橋本将の2人の捕手を先発投手に合わせ入れ替える（両選手ともに打撃も良く、スタメンマスクを外れても指名打者として出場することもあった）、クリーンナップを2組作って投入するなど独特の起用法が当たり、「ボビーマジック」と呼ばれた。特に目覚しい活躍を見せた西岡剛、今江敏晃らは「ボビーチルドレン」と呼ばれた。
84勝でシーズンを2位で終え、3位西武ライオンズと18.5ゲームの大差をつけてプレーオフ進出を決め、第1ステージで西武ライオンズを、第2ステージで福岡ソフトバンクホークスを破り、31年ぶりの優勝に貢献。史上初の日米で優勝経験を持つ監督となった。そして、日本シリーズでは阪神タイガースに3年ぶりと球団史上初の無傷のストレート4連勝(4タテ)。チームを31年ぶりの日本一に導き、自身は外国人初の日本シリーズ優勝監督となった。その際の優勝監督インタビューで、かつて対立した広岡達朗に対して「日本球界に招き入れてくれた恩人」と、感謝の言葉を贈っている。
その後、11月10日から東京ドームで行われたアジアシリーズの初代王者に導いた。
2006年は一時首位争いを演じるものの最終的に4位と低迷。2007年はレギュラーシーズン2位につけ、その後のクライマックスシリーズでも第1ステージでソフトバンクに競り勝ち、第2ステージではリーグ優勝した北海道日本ハムファイターズ相手に2勝3敗と敗北したものの健闘した。
2008年は4位。2009年はシーズン前から「今年限りで退任」と取りざたされる中で指揮を執った。契約不更新となった理由は5億の高年俸がネックとなり、球団が約30億の大赤字を抱えたことによるものだった。一方、9月11日の北海道日本ハムファイターズ戦にて、日米通算1600勝を達成。これは日本球界なら4番目に相当する記録であり、師とあおぐラソーダの記録を上回ったことを喜んだ。しかし、チーム防御率リーグ5位、チーム打率リーグ最下位と投打共に低迷し、この年優勝した日本ハムに6勝18敗と大きく負け越して、最終順位は5位となった。9月になって正式に監督退任を表明し、本拠地最終戦後のセレモニーでは日本語で最後の挨拶を行い、帰国した。自身の退任に関して、バレンタインは週刊朝日のインタビューで球団フロントを批判する発言を行ったが、当時球団代表だった瀬戸山隆三は、バレンタインとの確執を認めつつも、先述にあるような高額な年俸に加え、バレンタインの専属スタッフや彼が紹介した指導者たちの年俸も非常に高額であったことや、バレンタインが球団のゼネラルマネージャーを自負して主にチーム編成や選手獲得に関してフロントを無視した独断行為を繰り返すようになっていたことが契約不更新の原因であったと語り、これらの問題行為を懸念した当時の球団オーナー・重光武雄の意向で「これ以上の続投は球団経営に支障が出るリスクが高い」として契約不更新が決まったとしている。一時期この決定を巡って一部の球団ファンから試合中に瀬戸山などのフロント幹部への誹謗中傷が書かれた過激な横断幕やゲートフラッグを掲げられる事態に発展したが、瀬戸山は「バレンタイン本人が退任の決定に納得せず、メディアやファンを巻き込んで自分に理があることを主張してきた」ことが発端であったと述べている。監督退任後、米スポーツ専門テレビ局ESPNの野球解説者に転身した。また、山口県内の不動産会社の社外役員に就任したという話もある。

### レッドソックス監督時代
2012年シーズンよりテリー・フランコーナの後を引き継いで、第45代ボストン・レッドソックス監督に就任。2011年12月1日に、ホームグラウンドのフェンウェイ・パークに於いて監督就任記者会見を執り行った。背番号は25。開幕直後に主砲のケビン・ユーキリスについて「以前のように気持ちを入れてプレーしていない」と米メディアに語るなど、自ら選手との溝を深くした。選手を批判する事が多くチームは空中分解した。ダスティン・ペドロイアは「全員ユーキリスの味方。日本では通用しても、その手法はここでは通用しない」と激怒するなど選手は猛反発した。その後もバレンタインに対する選手の反発が表面化し、ユーキリス、ジョシュ・ベケット、エイドリアン・ゴンザレスら主力はトレードで他球団へ放出。チームの調子も上がらず、本拠地ファンから容赦ないブーイングが飛んだ。レギュラーシーズンでは20年ぶりの地区最下位、球団47年ぶりの93敗と成績を残せず、契約を1年残して解任となった。選手たちとの対立の深刻さは人格者で知られるデービッド・オルティスでさえもが「彼（バレンタイン）は精神的に問題があるか、薬か何かが必要な人間なんだ」と差別的とも取れる発言してしまうほどの有様であった。またオルティスは2017年自叙伝「パピ：マイ・ストーリー」の中で「（2012年）私の人生の中で最悪のシーズンだった」と表現、「ドラマはスプリング・トレーニングに入ってすぐに始まった。そこで見せた彼の行動にすべてが凝縮されていた」と開幕前からチーム内に不協和音が存在したことを告白、「日本式のトレーニングを持ち込むことで自分がいかに賢明な人間であるかを証明したがっているようだった」、「打撃練習で選手たちにゴロを打つように命じた。レッドソックスは私にゴロを打ってもらいたくてお金を払っているわけではない。月まで届くような球を打つために私はここにいる」などと具体例を挙げ、「無礼」、「愚か」、「傲慢」といった過激な言葉のオンパレードでバレンタインをこき下ろした。
米メディア「NBCスポーツ」は「ここ10年でレッドソックスにとって最大の悪役は誰か？」を特集。バレンタインが7位に選ばれ、スプリングトレーニングでのエピソードも紹介され、「カール・クロフォードがスイングをせずに数日休む理由を詳しく説明している間、クロフォードはバットを持って打撃ケージに向かっていた」と選手とのコミュニケーションが取れていなかったとしている。「選手たちは彼を嫌っていた」と溝が深まり、板挟みとなったコーチ陣からも疑心暗鬼の状態。指揮官は「ドナルド・トランプ大統領のような振る舞いを見せていた」と明かされている。

### レッドソックス監督退任後
レッドソックス退団後は、主に再びMLB解説者を務める傍ら、地元の大学の学部長、飲食店経営などで生計を立てている。
2013年、NBCラジオの解説者を務める。
2013年2月、コネチカット州セイクリッド・ハート大学体育学部長に就任。
2013年9月11日、ラジオ番組に出演していた際、メッツ監督時代の2001年に発生したアメリカ同時多発テロ事件について「あのテロ事件の直後、ヤンキースの選手は何もしなかった」などと発言。物議を醸し、当時解説者を務めていたTBSを契約解除となった。
2016年12月9日、翌年1月に発足するドナルド・トランプ政権において駐日アメリカ合衆国大使への起用が検討されていると報じられたことがある。
2018年春の叙勲で旭日小綬章を受章。同年8月のニューヨーク総領事公邸での叙勲伝達式では、「私の人生で最大の名誉。（日米親善推進に向けて）これからも貢献したい」と目に涙を浮かべながら語った。
2020年5月、NBCユニバーサル系のスポーツメディア『SNY（スポーツネット・ニューヨーク）』で政界進出の意思を語った。2021年5月には、故郷であるスタンフォードの市長選挙（同年11月2日投開票）への立候補を表明したが、若手の民主党候補に敗れた。

## ロッテ監督時の采配・特徴
普段は笑顔と共に陽気な性格を見せているが、試合中になると、自チームが逆転するなど通常はホームサイドで大歓声が自然に上がる場面でもポーカーフェイスを通す。これは「試合の勝利が決定する瞬間まで指揮官は喜んではいけない。もしそれをするとその時点で試合が決定したような雰囲気になり、選手の緊張感が切れてしまう」という彼の監督としての哲学に基づいたものである。2005年のプレーオフ第2ステージ第5戦、里崎智也の逆転適時打の後も、ベンチ内外で歓喜するロッテ選手の陰で一人落ち着いた表情を保っていた。
相手監督に度々激昂することもあり、復帰1年目の2004年のオリックス・ブルーウェーブとのオープン戦では当時のオリックスの監督だった伊原春樹と試合中に口論。伊原が「じゃかましいわボケェ」と日本語（広島弁）で怒鳴りつけた。また外国人記者クラブで当時東北楽天ゴールデンイーグルスのGMだったマーティ・キーナートの会見が長引き、次の番であったバレンタインは業を煮やし会場に「早くしろ！」と野次を飛ばし、キーナートと一触即発の状態になった。
2009年4月19日の対福岡ソフトバンクホークス戦の3回、一塁でのクロスプレーの判定を不服として審判に猛抗議したが、一旦ベンチに戻りモニターでプレーを再確認した後に再び抗議しようと飛び出したことを「侮辱行為」とみなされ退場処分となった。これがバレンタインの日本における初の退場であった。
選手を怒鳴りつけることはほとんど無く（ただ10連敗した時やチームに覇気がないと感じたときにはある）、試合に敗れた後も「また明日勝ちましょう」「終わったことは仕方がない、次はキメようぜ」と励ますのみである。
彼の采配において特筆すべき点は、その選手起用の在り方である。彼自身が現役時代怪我をした経験もあり、選手の故障・酷使には敏感である。よってどんなに好調な選手であっても体調管理を選手自身の判断に任せず、一定間隔で休養をとらせている。特に投手陣にいたっては、必ず5人 - 6人で先発ローテーションを組み、投球数にも制限を設ける。監督の合図なしに肩を作ってはいけないMLB流に則り、自身が「(次の回)行くぞ」と言わない限り投手がブルペンに立つことはおろかキャッチボールすらさせなかった。里崎智也はバレンタインが指揮を執るとどのタイミングでどの味方投手に交代するかが分かりやすく、投球の組み立てをしやすかったと評価している。2度目の来日当初、怪我（度重なる酷使が原因といわれる）で一軍から遠ざかっていた黒木知宏に「自分がいればこんな無用な故障はさせなかった」と語った。そのように体調管理を徹底した一方で、選手の服装や髪型に関して規律を求めることはなかった。
野手は当日になるまで誰が試合に出るか分からなかったため、シーズン中は常に一軍の全野手が出番を貰うかもしれないと緊張感とモチベーションを持って球場入りしていた。特に前半戦は1週間に1度も試合に出ない選手が1人もいないほどで、3分の2は先発出場を経験したという。前日に猛打賞を獲得した選手でさえ、翌日の出場は保証されなかった。特定の選手に依存しないため誰かが怪我をしても然程困らなかった上に、主力選手は適度に休ませて貰えたため終盤戦に体力が余っていたという。そのようなことから、里崎は第2次ロッテ監督時代は一軍を2チーム作れるほど強かったのではないかと当時を評していた。
投手起用においては、大差がついた試合の敗戦処理を若手投手にさせず、また僅差の試合で若手投手を救援に用いることがない。「若手に敗戦処理をさせても意味がない」、「僅差の試合で打たれて負けることは、これから伸び行く若手にとって悪影響を与える」という持論のもと、どちらもベテラン投手を起用することが多い。
攻撃面では送りバントを用いず、ヒットエンドランを仕掛けることが多い。
2000年代初頭に打者の肘当て装着が解禁されると、選手の安全に気を配る彼はチームの全打者への装着を義務付けた。また、アメリカ球界ではそれこそ一家に1つレベルで独自の握りのチェンジアップが存在するが、彼はそのチェンジアップをロッテの全投手に必ず覚えさせ、これによってそれまで鳴かず飛ばずであった薮田安彦が急成長し、元々優秀な投手であった小林宏之も輪をかけて強くなった。
ファンサービスを大切にすることで知られる。予定にない即席サイン会が行われることがしばしばある。2006年のファン感謝イベントでは選手とファンが触れ合う機会が少な過ぎることに不満を漏らし、フィールドでのイベントには目もくれず、ファンにサインをし続けた。
里崎が引退後に語ったところによると、キャンプでは自分の確認したい選手の練習だけ確認して、信頼している選手の練習は選手に任せる人物であった。そのため、自身の監督時代のキャンプの所要時間は短かったという。里崎はこれを語る上で「日本の野球の練習やキャンプの時間が長いのは監督が1から10まで選手のことを自分の目で確認したいからであって、選手達はその都合上多くの手待時間を過ごす」と前置きしていた。
当時のロッテの投手陣の一角だった小宮山悟は1994年に右肘痛を感じており、球団とはこの件で契約更改から翌年、1995年のキャンプまで話が難航していた。その後小宮山は診断を受け「肘の部分断裂は認められるが手術は必要ない」との診断結果で球団と話はついたものの、球団と自分の考え方が違っている事をバレンタインに相談にいき、バレンタインは「私は投手が投げられなくなるような事は絶対にしない。勝つこと以上に選手が1年間無事に野球ができるようにするのが優秀な監督の仕事。もし違和感があったらすぐ言いなさい。登板回数も含め配慮する」と返した。同年、小宮山はオープン戦で好投を見せていたもののバレンタインは既に伊良部秀輝を開幕戦で起用する事を明言していた。バレンタインは小宮山に「本当だったら実績やオープン戦の数字を見てもお前が開幕投手。伊良部と言ってしまったので申し訳ないが伊良部で行く」と小宮山に話し、開幕戦当日も小宮山に再び「申し訳ない」と話した。こうして小宮山は「ボビーの為に頑張ろう」とバレンタインに信頼を寄せていった。

## エピソード
家族構成は夫人と1男。夫人の父親は1951年のナショナルリーグ優勝決定プレイオフ第3戦における救援失敗で有名なラルフ・ブランカである。特技のひとつは社交ダンス。本格的にダンスを始めたのはジュニアハイスクール時代（当時13歳）地域のコンテスト、州内のコンテストで優勝。
1965年にはマイアミで行われた国際大会のジュニアクラスで優勝するなど競技ダンスでも活躍していた。
愛車はBMWで、もう一台の愛車であるマウンテンバイクもBMW。
DEENのファンとしても知られる。きっかけは初来日当時の1995年の劇空間プロ野球のテーマソングが「未来のために」で、この曲に感銘を受けたことからファンになった。プライベートでDEENのライブに行くほどである。2006年にはダイヤモンド/光の珠〜The shining ball〜にVoice&vocalで参加している。
時にはライブステージに特別出演したり、ライブ終演後のハイタッチでのお見送りに飛び入り参加したりと、DEENにとっても欠かすことのできない人物である。
日本を離れてからもDEENのメンバーの誕生日にはメッセージ動画を送るなど交流を続けており、2023年にはコロナ禍後初めて来日し、東京ドームで行われているWBCの観戦と並行してDEENの30周年武道館ライブにも足を運び、DEENの演奏に聴き入った。
ユニフォームをピンクからピンストライプへと変更した1995年はオープン戦の間は前年までのピンクのユニフォームを使い、シーズンが開幕してから新たなピンストライプのユニフォームを使用したが、これはバレンタインが、オーナー代行を務めていた重光昭夫に気を使った為とされている。
2005年、阪神甲子園球場で日本一を、更に東京ドームでアジア一を決めた時のインタビューで、ファンに向かって「このチームは世界でイチバンです!!」と絶叫にも似た答えで返した。
2005年度正力松太郎賞、千葉市特別名誉市民。功績を称え、祝勝パレードが行われた千葉市美浜区幕張ベイタウンの「富士見通り」は“バレンタイン通り”に改称。
グリーンガムのCMに選手たちと一緒に出演し、中央でサムアップのポーズをしたり、落ち込んでいるヒロイン「よしこ」を代打（ポジションは指名打者）で起用、「さぁ、行きましょう!」と励ました（勿論、声は吹き替え）。その後、アカデミー賞候補で大ブレイクした“よしこ”こと菊地凛子からバレンタインデーに手製のチョコレートを贈られ、「アカデミー賞の日本の子が、あの“よしこ”とは」と絶賛、感激していた。このCMでは他に、選手達が、仕事上のミスから残業して後始末をする羽目になったよしこを「失敗するから成功もあるのさ、取り返せばいい」と励ますバージョンもある。
翌年には、やはりグリーンガムのフィギュアプレゼントのCM、“インタビューで、今欲しい新しいキャラを「Qチャン!」、一番大切なものは「ディープインパクト!」と発言、これを聞いたボビーチルドレンの代表でもある今江・西岡が、選手のことだと勘違いして「Qちゃん!?」「馬かよ…」とガックリ肩を落とす、しかし本人は全く気づかず「当テテイキマショー♪」”篇にも登場し、すっかりロッテを代表する人物になった。
さらに2006年は、ロッテのグループ会社であるロッテリアにて、『ボビーバーガー』というキャンペーンバーガーが販売される。商品名に名前を提供し、「監修」という形で名前を連ねている他、同商品の広告に大々的に出ている。また、ロッテ以外にも新生銀行のCMにも出演し、選手が乱闘しているにもかかわらず、パソコンを使っていたり、代打を告げる際に「5.5! 5.5!」と審判に言い募る場面が描かれている。5.5は新生銀行の金利であり、撮影地も千葉ロッテマリーンズの本拠地の千葉マリンスタジアムではなく、埼玉西武ライオンズの本拠地である西武ドームを使用している。マリンスタジアム店のみでの限定販売だった。
就任当初の1995年春にコンパック日本法人のCMに登場した。本人によればCM出演は過去にアメリカでも「15年で20件ぐらいやった」と言う。2008年からは大嶺祐太投手と共にオリオンビールのCMにも出演していた。
他にも、ロッテ監督就任中には、2月のバレンタインデー商戦向けのロッテのチョコレート関連のCMにも、バレンタインの名前にちなんで出演したことがある。
「WBCで日本が優勝したことで我々の国の野球は世界で一番だと証明されたんだ。なのに、なぜ皆“メジャーで挑戦”と言う?」と日本人選手のメジャーリーグ志向に警鐘を鳴らしている。また、松坂大輔のポスティングシステムによるメジャー移籍の際にも「入札には日本の球団も参加できるようにすべきだ」と話している。しかし2009年、ニューヨーク・タイムズの取材で、第2回WBCについてコメントをした際には、MLBを優先してベストメンバーの揃わないアメリカ代表を擁護する発言をしている。
日本のプロ野球は下部リーグを充実させるべきであるという意見を持っており、2007年には四国アイランドリーグ（当時）の球団をロッテが買収するというプランを披露したことがある（球団サイドは否定したが、その後アイランドリーグに選手を派遣する構想は表明している）。2008年4月にアイランドリーグ出身の角中勝也が初めてホームランを放った際にも下部リーグの重要性を指摘するコメントを述べた。
2005年、ロッテが日本一となったこの年にバレンタインは「（千葉ロッテの）ライバルは西武でもなければソフトバンクでもなく東京ディズニーランドです」と発言しており、これは同じく千葉県内に場所を構え、連日客で賑わう東京ディズニーランドからどれだけ千葉マリンスタジアムに客を呼べるかという事を意識していたものであり、東京ディズニーランドを参考にポップコーンを球場に取り入れたり、千葉マリンスタジアムの正面にある特設ステージにロッテの選手が上がり、球団歌であるWe Love Marinesをファンの前で歌唱する等といった試みを行い、千葉マリンスタジアムのボールパーク化を進めていった。
2006年にベストドレッサー賞を受賞した。
2006年5月6日、試合前のスタジアムにタキシード姿で登場。DEENの「ダイヤモンド」に乗せて、プロの寺門亮子と華麗なチャチャのステップを披露した。この日のダンスが話題を呼びJ SPORTSの「ダンスに片思い〜恋するステップ〜」や日本テレビ「シャル・ウィ・ダンス?」の「魔女のダンス教室」に講師として出演をしている。
2007年5月17日、世界高血圧デーのキャンペーンの一環として、24時間以内に一つの場所で何人が血圧測定できるかを競うギネス記録に挑戦。千葉マリンスタジアムでの西武戦の試合前 - 終了後までバレンタインを始め、ファンや選手など2109人が血圧を測定しギネス認定された（測定結果は135/86だった）。
2007年10月3日、高校生ドラフト1巡目で唐川侑己のくじを見事引き当てたバレンタインは、「ベリーエキサイティング。体も大きいし色々な球種を投げられるし、唐川君もロッテに来たいと言ってくれてるみたいだし最高だね。ブラウンに渡されたのを断ったのは、シリコンバンド（チームロゴと「Once again, All Hands to the Flag（もう一度結束―フラッグのために!）」の刻印入り灰色。ペナント奪還への意気込みの意）をしてる左手でひきたかったから。ファンのみんなと一緒にクジをひきたかったんだ。」と発言した。
2007年11月16日、千葉商科大学の特別講師として『千葉ロッテマリーンズの現状と将来像』について講義を行った。
京成バスの幕張本郷駅―千葉マリンスタジアム間路線でアナウンスの声を担当。喋る内容は英語で「監督のボビー・バレンタインです。本日もご利用ありがとうございます」「（同様に名乗った後）本日は御乗車ありがとうございました。またマリンスタジアムでお会いしましょう」。ただし、「監督」は英語のmanagerではなく日本語で「カントク」と名乗っている。
敬虔なクリスチャンでもある。
監督を退任した翌年の2010年にマリーンズが日本一を達成した際に、幕張新都心で開催された日本一達成のパレードにプライベートで訪問している。
2013年3月3日、WBC第1ラウンドA組日本対中国戦に於いて始球式を務めた。
2016年9月25日、サブローの引退セレモニーにて日本語でビデオメッセージを寄せた。
2018年5月4日、MLBマリナーズの会長付特別補佐となったイチローが、就任記者会見で「ボビー・バレンタインのようにひげとメガネでダッグアウトにいないとも言い切れない」と、変装を予告していた。同6月21日に敵地でのヤンキース戦で、付けひげにサングラスをかける変装でベンチ入りを敢行。2回までには姿を消したが、その出来事を知ったバレンタインは「彼は完璧だった。私だったらまったく気付くことはなかっただろう」と AP 通信にメッセージを送るとともに「今までの人生の中で最も名誉な出来事のひとつだ。」と喜びイチローの行動を高く評価した。

## 詳細情報

### 年度別打撃成績
| 年 度     | 球 団     | 試 合 | 打 席 | 打 数 | 得 点 | 安 打 | 二 塁 打 | 三 塁 打 | 本 塁 打 | 塁 打 | 打 点 | 盗 塁 | 盗 塁 死 | 犠 打 | 犠 飛 | 四 球 | 敬 遠 | 死 球 | 三 振 | 併 殺 打 | 打 率 | 出 塁 率 | 長 打 率 | O P S |
| --------- | --------- | ----- | ----- | ----- | ----- | ----- | -------- | -------- | -------- | ----- | ----- | ----- | -------- | ----- | ----- | ----- | ----- | ----- | ----- | -------- | ----- | -------- | -------- | ----- |
| 1969      | LAD       | 5     | 0     | 0     | 3     | 0     | 0        | 0        | 0        | 0     | 0     | 0     | 0        | 0     | 0     | 0     | 0     | 0     | 0     | 0        | ----  | ----     | ----     | ----  |
| 1971      | LAD       | 101   | 307   | 281   | 32    | 70    | 10       | 2        | 1        | 87    | 25    | 5     | 3        | 4     | 5     | 15    | 0     | 2     | 20    | 9        | .249  | .287     | .310     | .597  |
| 1972      | LAD       | 119   | 434   | 391   | 42    | 107   | 11       | 2        | 3        | 131   | 32    | 5     | 5        | 8     | 6     | 27    | 2     | 2     | 33    | 11       | .274  | .319     | .335     | .654  |
| 1973      | CAL       | 32    | 136   | 126   | 12    | 38    | 5        | 2        | 1        | 50    | 13    | 6     | 1        | 3     | 2     | 5     | 0     | 0     | 9     | 1        | .302  | .323     | .397     | .720  |
| 1974      | CAL       | 117   | 414   | 371   | 39    | 97    | 10       | 3        | 3        | 122   | 39    | 8     | 5        | 8     | 7     | 25    | 0     | 3     | 25    | 7        | .261  | .308     | .329     | .637  |
| 1975      | CAL       | 26    | 66    | 57    | 5     | 16    | 2        | 0        | 0        | 18    | 5     | 0     | 2        | 1     | 3     | 4     | 0     | 1     | 3     | 1        | .281  | .323     | .316     | .639  |
| 1975      | SD        | 7     | 20    | 15    | 1     | 2     | 0        | 0        | 1        | 5     | 1     | 1     | 0        | 1     | 0     | 4     | 0     | 0     | 0     | 0        | .133  | .316     | .333     | .649  |
| '75計     | SD        | 33    | 86    | 72    | 6     | 18    | 2        | 0        | 1        | 23    | 6     | 1     | 2        | 2     | 3     | 8     | 0     | 1     | 3     | 1        | .250  | .321     | .319     | .641  |
| 1976      | SD        | 15    | 57    | 49    | 3     | 18    | 4        | 0        | 0        | 22    | 4     | 0     | 1        | 2     | 0     | 6     | 0     | 0     | 2     | 2        | .367  | .436     | .449     | .885  |
| 1977      | SD        | 44    | 75    | 67    | 5     | 12    | 3        | 0        | 1        | 18    | 10    | 0     | 0        | 0     | 1     | 7     | 1     | 0     | 10    | 3        | .179  | .253     | .269     | .522  |
| 1977      | NYM       | 42    | 90    | 83    | 8     | 11    | 1        | 0        | 1        | 15    | 3     | 0     | 0        | 1     | 0     | 6     | 0     | 0     | 9     | 4        | .133  | .191     | .181     | .372  |
| '77計     | NYM       | 86    | 165   | 150   | 13    | 23    | 4        | 0        | 2        | 33    | 13    | 0     | 0        | 1     | 1     | 13    | 1     | 0     | 19    | 7        | .153  | .220     | .220     | .440  |
| 1978      | NYM       | 69    | 188   | 160   | 17    | 43    | 7        | 0        | 1        | 53    | 18    | 1     | 1        | 6     | 2     | 19    | 1     | 1     | 18    | 7        | .269  | .346     | .331     | .677  |
| 1979      | SEA       | 62    | 122   | 98    | 9     | 27    | 6        | 0        | 0        | 33    | 7     | 1     | 2        | 1     | 1     | 22    | 1     | 0     | 5     | 4        | .276  | .405     | .337     | .742  |
| MLB：10年 | MLB：10年 | 639   | 1909  | 1698  | 176   | 441   | 59       | 9        | 12       | 554   | 157   | 27    | 20       | 35    | 27    | 140   | 5     | 9     | 134   | 49       | .260  | .315     | .326     | .641  |

### 年度別監督成績

#### MLB
| 年度       | 球団       | 順位       | 試合 | 勝利 | 敗戦 | 勝率 | ポストシーズン 勝敗 | 年齢 |
| ---------- | ---------- | ---------- | ---- | ---- | ---- | ---- | ------------------- | ---- |
| 1985年     | TEX        | 7位        | 129  | 53   | 76   | .411 |                     | 35歳 |
| 1986年     | TEX        | 2位        | 162  | 87   | 75   | .537 |                     | 36歳 |
| 1987年     | TEX        | 6位        | 162  | 75   | 87   | .463 |                     | 37歳 |
| 1988年     | TEX        | 6位        | 161  | 70   | 91   | .435 |                     | 38歳 |
| 1989年     | TEX        | 4位        | 162  | 83   | 79   | .512 |                     | 39歳 |
| 1990年     | TEX        | 3位        | 162  | 83   | 79   | .512 |                     | 40歳 |
| 1991年     | TEX        | 3位        | 162  | 85   | 77   | .525 |                     | 41歳 |
| 1992年     | TEX        | 4位        | 86   | 45   | 41   | .523 |                     | 42歳 |
| 1996年     | NYM        | 4位        | 31   | 12   | 19   | .387 |                     | 46歳 |
| 1997年     | NYM        | 3位        | 162  | 88   | 74   | .543 |                     | 47歳 |
| 1998年     | NYM        | 2位        | 162  | 88   | 74   | .543 |                     | 48歳 |
| 1999年     | NYM        | 2位        | 163  | 97   | 66   | .595 | 5勝5敗              | 49歳 |
| 2000年     | NYM        | 2位        | 162  | 94   | 68   | .580 | 8勝6敗              | 50歳 |
| 2001年     | NYM        | 3位        | 162  | 82   | 80   | .506 |                     | 51歳 |
| 2002年     | NYM        | 5位        | 161  | 75   | 86   | .466 |                     | 52歳 |
| 2012年     | BOS        | 5位        | 162  | 69   | 93   | .426 |                     | 62歳 |
| 通算：16年 | 通算：16年 | 通算：16年 | 2351 | 1186 | 1165 | .504 | 13勝11敗            |      |

2000年はワイルドカードで地区シリーズに出場、サンフランシスコ・ジャイアンツに3勝1敗、リーグ優勝決定戦でセントルイス・カージナルスに4勝1敗で優勝

### 背番号
- 2（1969年、1971年 - 1972年、1979年、1985年途中 - 1992年、1996年 - 2002年、2004年-2009年）
- 13（1973年 - 1974年、1976年 - 1977年途中）
- 11（1975年 - 同年途中）
- 3（1975年途中 - 同年終了、1993年）
- 1（1977年途中 - 1978年）
- 53（1983年）
- 28（1984年）
- 26（1985年 - 同年途中）
- 80（1995年）
- 25（2012年）

## 年度別監督成績

### NPB
レギュラーシーズン
| 年度      | 球団      | 順位      | 試合 | 勝利 | 敗戦 | 引分 | 勝率 | ゲーム差               | チーム 本塁打          | チーム 打率            | チーム 防御率          | 年齢                   |
| --------- | --------- | --------- | ---- | ---- | ---- | ---- | ---- | ---------------------- | ---------------------- | ---------------------- | ---------------------- | ---------------------- |
| 1995年    | ロッテ    | 2位       | 130  | 69   | 58   | 3    | .543 | 12.0                   | 88                     | .254                   | 3.27                   | 45歳                   |
| 2004年    | ロッテ    | 4位       | 133  | 65   | 65   | 3    | .500 | （※2）12.5             | 143                    | .264                   | 4.40                   | 54歳                   |
| 2005年    | ロッテ    | 1位       | 136  | 84   | 49   | 3    | .632 | （※2）4.5              | 143                    | .282                   | 3.21                   | 55歳                   |
| 2006年    | ロッテ    | 4位       | 136  | 65   | 70   | 1    | .481 | （※2）16.5             | 111                    | .252                   | 3.78                   | 56歳                   |
| 2007年    | ロッテ    | 2位       | 144  | 76   | 61   | 7    | .555 | （※2）2.0              | 107                    | .262                   | 3.26                   | 57歳                   |
| 2008年    | ロッテ    | 4位       | 144  | 73   | 70   | 1    | .510 | 4.5                    | 127                    | .268                   | 4.14                   | 58歳                   |
| 2009年    | ロッテ    | 5位       | 144  | 62   | 77   | 5    | .446 | 18.5                   | 135                    | .256                   | 4.23                   | 59歳                   |
| 通算：7年 | 通算：7年 | 通算：7年 | 966  | 493  | 450  | 23   | .523 | Aクラス3回、Bクラス4回 | Aクラス3回、Bクラス4回 | Aクラス3回、Bクラス4回 | Aクラス3回、Bクラス4回 | Aクラス3回、Bクラス4回 |

※1  2004年、欠場した7月28日の1試合(勝利)は通算成績に含まない。代理監督は西村徳文
※2  2005年はレギュラーシーズン通算勝率トップを逃し2位だったが、同3位西武や同トップ・ホークスとのプレーオフを勝ち抜き「リーグ優勝＝日本シリーズ出場」を果たした。ゲーム差はレギュラーシーズンでの首位ホークスとの間に生じたもの。
2005年はセ・パ交流戦に24勝11敗1分で優勝
2006年はセ・パ交流戦に23勝13敗で優勝
2005年は日本一、アジア一
ポストシーズン
| 年度   | 球団   | 大会名                            | 対戦相手                   | 勝敗   |
| ------ | ------ | --------------------------------- | -------------------------- | ------ |
| 2005年 | ロッテ | プレーオフ1stステージ             | 埼玉西武ライオンズ         | 2勝0敗 |
| 2005年 | ロッテ | プレーオフ2ndステージ             | 福岡ソフトバンクホークス   | 3勝2敗 |
| 2005年 | ロッテ | 日本シリーズ                      | 阪神タイガース             | 4勝0敗 |
| 2007年 | ロッテ | クライマックスシリーズ1stステージ | 福岡ソフトバンクホークス   | 2勝1敗 |
| 2007年 | ロッテ | クライマックスシリーズ2ndステージ | 北海道日本ハムファイターズ | 2勝3敗 |

- 勝敗の太字は勝利したシリーズ

### 表彰
- 正力松太郎賞：1回（2005年）※監督として表彰
- ゴールデンスピリット賞（2005年）
- 千葉県知事特別賞（2005年）
- 旭日小綬章（2018年）

### 背番号
- 80（1995年）
- 2（2004年 - 2009年）

## 関連情報

### 書籍
- 『1000本ノックを超えて バレンタイン監督の日米野球論』 永岡書店、1996年3月、 ISBN 4-522-01981-5
- 『バレンタインの勝ち語録 ―自分の殻を破るメッセージ80』 主婦と生活社、2005年11月、 ISBN 4-391-13175-7
- 『ボビー流 バレンタイン監督の生き方・考え方』 マガジンハウス、2005年11月、 ISBN 4-8387-1619-2
- 『ボビー・バレンタイン 魂の言葉』 毎日新聞社、2005年12月、 ISBN 4-620-31748-9
- 『心に火をつける47の言葉』 PHP研究所、2006年4月、 ISBN 4-569-64821-5
- 『ボビー・バレンタイン自伝』 東洋館出版社、2023年3月、 ISBN 978-4-491-05170-3

### テレビ番組
- 奇跡のレッスン〜世界の最強コーチと子どもたち〜「野球編」（NHK BS1、2016年5月3日）